# 長島町浦安
長島町浦安（ながしまちょううらやす）は、三重県桑名市にある大字。

## 地理
桑名市東南部の旧長島町域の最南端に位置し、東側を木曽川、西側を揖斐川・長良川、南側を伊勢湾に囲まれた河口部にある。北側は同市長島町松蔭に接している。
ナガシマスパーランドの敷地が浦安の総面積の大部分を占める。

## 歴史
『富田氏記』によると、江戸幕府領として1823年（文政6年）から4年間かけて開発された「老松輪中」が現在地に関する記録で最も古い。この老松輪中は周辺の新田集落を含んだ輪中地帯で、江戸時代を通じて自然災害による堤防の決壊、村の水没を繰り返した。1860年（万延元年）の大風高波にともなう堤防決壊の際には、地主らは老松輪中全体の復興を諦め、農民の居住地のみの復興を行い、新田は見捨てられた。
明治時代になると木曽三川分流工事（1887年〔明治20年〕 - 1912年〔明治45年〕）により、木曽川河川敷になったが、美濃国の水谷小三郎を筆頭とする4名の出資で松蔭新田として再開発が行われた。以後、農村としての時代が続く。
1963年（昭和38年）8月、現在の浦安地区で天然ガス探査中に源泉温度60℃の温泉が湧出、翌1964年（昭和39年）11月に温浴施設「グランスパー長島温泉」が、1966年（昭和41年）3月に「ナガシマスパーランド」が開業した。1979年（昭和54年）には長島温泉周辺が松蔭地区から独立した大字、浦安となる。

### 地名の由来
「浦安」の地名は、松蔭地区から分離する際に域内にあった「浦安神社」から取ったものである。ちなみに東京ディズニーリゾート所在地の千葉県浦安市とは地名の由来が異なる。

### 沿革
- 1889年（明治32年）4月1日 - 町村制実施により[、桑名郡伊曽島村松蔭となる。
- 1956年（昭和31年）9月30日 - 伊曽島村が桑名郡長島町に編入され、桑名郡長島町松蔭となる。
- 1979年（昭和54年） - 松蔭地区から分離し、桑名郡長島町浦安が成立[7]。
- 2004年（平成16年）12月6日 - 長島町、多度町、桑名市の対等合併によって新しい桑名市が発足し、同市長島町浦安となる。

## 世帯数と人口
2015年（平成27年）10月1日現在の世帯数と人口は以下の通りである。
| 大字       | 世帯数  | 人口  |
| ---------- | ------- | ----- |
| 長島町浦安 | 226世帯 | 229人 |

### 人口の変遷
国勢調査による人口の推移。
| 1980年（昭和55年） | 91人  | [ 8 ]  |  |
| 2005年（平成17年） | 168人 | [ 9 ]  |  |
| 2010年（平成22年） | 242人 | [ 10 ] |  |
| 2015年（平成27年） | 229人 | [ 2 ]  |  |

### 世帯数の変遷
国勢調査による世帯数の推移。
| 1980年（昭和55年） | 90世帯  | [ 8 ]  |  |
| 2005年（平成17年） | 157世帯 | [ 9 ]  |  |
| 2010年（平成22年） | 235世帯 | [ 10 ] |  |
| 2015年（平成27年） | 226世帯 | [ 2 ]  |  |

## 学区
市立小・中学校に通う場合、学区は以下の通りとなる。
| 番・番地等 | 小学校               | 中学校             |
| ---------- | -------------------- | ------------------ |
| 全域       | 桑名市立伊曽島小学校 | 桑名市立長島中学校 |

## 交通
バス
三重交通桑名営業所管内
- 名古屋長島温泉線（高速路線）
  - 名古屋（名鉄バスセンター）
  - 栄（オアシス21）
  - 長島温泉
- 桑名長島温泉線（一般路線）

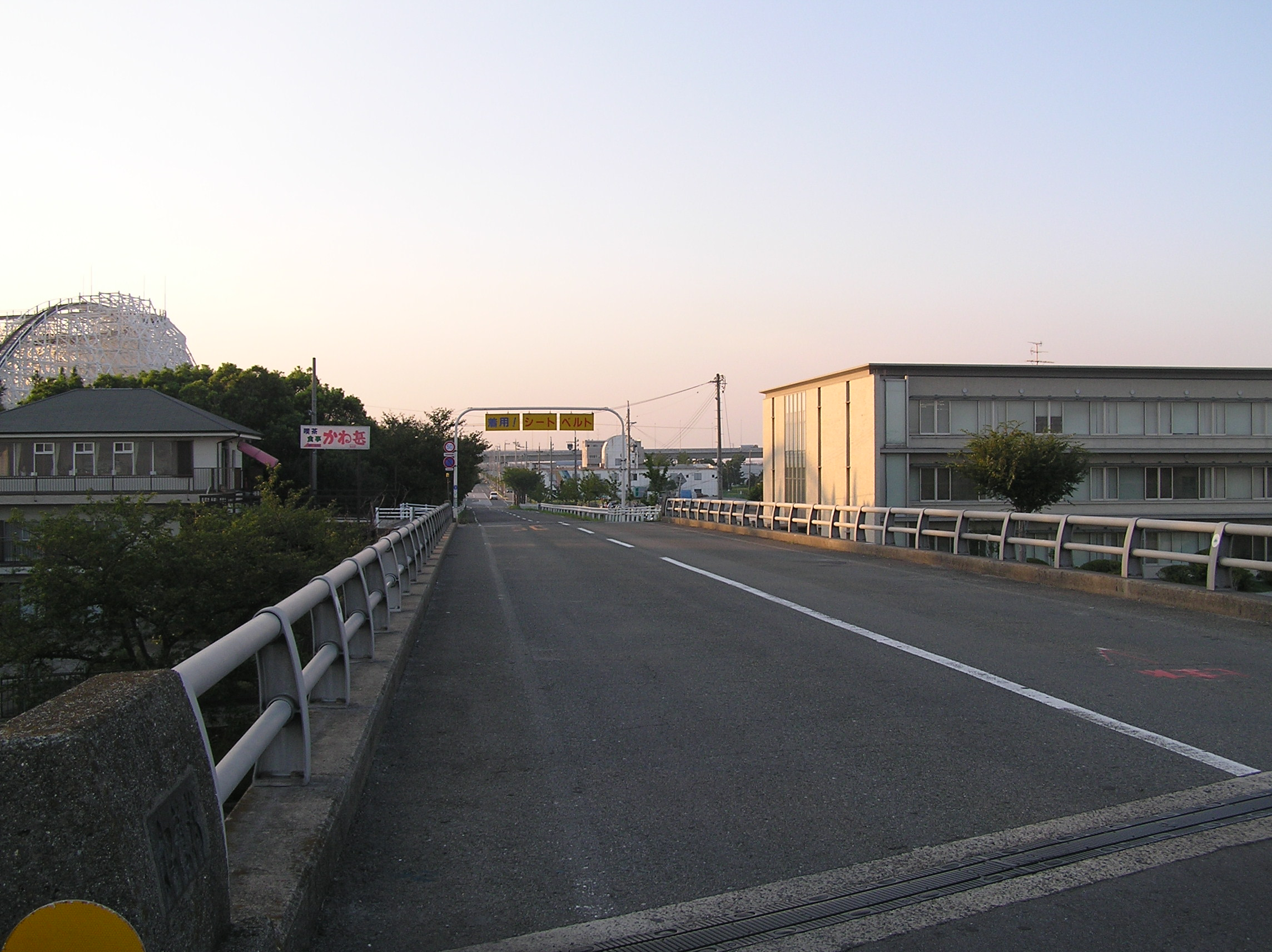
三重県道7号起点付近

  - 53・54・54-1・55・55-1系統 桑名駅前
  - 53・54・54-1・55・55-1系統 長島温泉

道路
- 三重県道7号水郷公園線 - 浦安が起点の主要地方道
- 浦安のすぐ隣の松蔭地区に伊勢湾岸自動車道湾岸長島IC・PAがある。

## 施設
- 浦安神社 - 地区名の由来となった神社。新田開発記念に設立された[6]。
- ナガシマリゾート
  - 株式会社長島観光開発 - ナガシマリゾートの運営会社
  - ナガシマスパーランド
  - 三井アウトレットパーク ジャズドリーム長島
  - 長島温泉
    - 湯あみの島
    - ホテル（ナガシマ、花水木、オリーブ）

## その他

### 日本郵便
- 郵便番号 : 511-1135[3]（集配局：桑名郵便局[12]）。